# Isabel (canción de Il Divo)
«Isabel», es una canción de crossover clásico en español adaptada para el cuarteto Il Divo, incluida en su disco Ancora (2005).
La melodía original proviene de la «Pavana en Fa sostenido menor. Op. 50.» de Fauré de 1887, con letra de Andreas Romdhane de 2005.
La canción conmemora a la condesa francesa Elisabeth Greffulhe.

## Historia

### Pavane in F-sharp minor, Op. 50
La melodía original de la canción se titula La «Pavana, en Fa sostenido menor Op. 50.» (Pavane in F-sharp minor, Op. 50). Composición para orquesta y coro opcional del compositor francés Gabriel Fauré, escrita en 1887.
La Pavana es un ritmo de la danza de la corte española, que sube y baja en una serie de clímax armónicos y melódicos, conjurando una fresca e inquietante elegancia en la Belle Époque. 
La pieza se creó originalmente con modestas fuerzas orquestales que constan de cuerdas y un par de flautas, oboes, clarinetes, fagotes, y cuernos. La versión original dura alrededor de siete minutos.

### Isabel
Con el fondo de la melodía original, en 2005, Andreas Romdhane escribió la letra de Isabel para Il Divo.